# Layne Van Buskirk
Layne Van Buskirk (* 19. Februar 1998 in Windsor, Ontario, Kanada) ist eine kanadische Volleyballnationalspielerin. Die Mittelblockerin stand von 2021 bis 2023 bei zwei deutschen Bundesligisten unter Vertrag.

## Karriere

### Verein
Van Buskirk spielte während ihrer High-School-Zeit für das Volleyballteam der Holy Names Catholic High School. 2014 erreichte sie mit dem Team die Eastern Canada National Championship und wurde sowohl für die Provinz- als auch die Landesjuniorinnenauswahl nominiert. Ab 2016 studierte sie an der University of Pittsburgh, wo sie für die Pittsburgh Panthers spielte. Sie erhielt in ihrer ersten Saison zwei Newcomer-of-the-week-Auszeichnungen und erreichte in den Jahren 2017, 2018 und 2019 mit dem Team jeweils den Titel der Atlantic Coast Conference. 2018 und 2019 wurde sie sowohl in die Meisterschaftsauswahl als auch in das Regionalteam berufen und erhielt jeweils eine All-America Honorable Mention.
2020 wechselte sie zu ihrer ersten Profistation nach Frankreich zum VBC Chamalières, mit dem sie Ligaelfte der Saison 2020/21 wurde. Für die Saison 2021/22 unterzeichnete Van Buskirk einen Ein-Jahres-Vertrag beim deutschen Meister Dresdner SC. Nach dem Ende der Saison 2021/22 wurde ihr Vertrag in Dresden nicht verlängert. Sie wechselte zum Bundesligisten Ladies in Black Aachen. Zur Saison 2023/24 wechselte sie in die USA zu Vegas Thrill.

### Nationalmannschaft
Van Buskirk, die für verschiedene Jugend- und Juniorinnenteams des kanadischen Volleyballverbandes spielte, ist seit 2017 Teil der Kanadische Volleyballnationalmannschaft der Frauen. Sie war u. a. Teil des Kaders für die Panamerikanischen Spiele 2019 in Lima.